# Prionolabis indistincta
Prionolabis indistincta là một loài ruồi trong họ Limoniidae. Chúng phân bố ở miền Tân bắc.